# Macchi M.C.72
El Macchi M.C.72 va ser l'últim hidroavió de carreres de la companyia Aermacchi, i el que encara avui ostenta el rècord mundial de velocitat per a hidroavions amb motor de pistó. Va ser dissenyat el 1930 per participar en l'edició de 1931 del Trofeu Schneider, però no va estar llest a temps per prendre part en ella.

## Disseny i història
Amb el Macchi M.C.72 Mario Castoldi va aconseguir la cúspide de la seva carrera com a dissenyador. Desenvolupat per a l'edició de 1931 del Trofeu Schneider, el M.C.72 estava estretament construït entorn del nou motor Fiat A.S.6, de 24 cilindres en V dissenyat pel doctor Tranquillo Zerbi, que consistia en dues plantes motrius A.S.5 de 1.500 cv cadascuna acoblades en tàndem i dotades amb un càrter comú. En efecte, cada A.S.5 accionava una de les hèlixs contrarrotatives per mitjà d'un eix coaxial. Es va triar utilitzar propulsors contrarrotatius perquè amb ells s'eliminaven els problemes de parell que en l'aigua suposaven una de les principals traves dels hidroavions d'elevada potència; aquest sistema facilitava els enlairaments i permetia la construcció de flotadors de menor secció transversal, així com l'ús d'hèlixs de menor diàmetre i més eficients. No obstant això, aquest sistema no era tan senzill com pot semblar, doncs els dos cigonyals estaven, en efecte alineats, però no interconnectats. Els dos motors accionaven, com s'ha dit hèlixs contrarrotatives, a través de reductors independents i eixos coaxials; a més el motor posterior movia un compressor centrífug que incrementava la potència de sortida de tots dos motors.
Comparat amb els primers hidroavions de Macchi, la forma del fuselatge del M.C.72 era diferent, però els empenatges i els semiplans fixats al fuselatge eren un clar desenvolupament dels dissenys previs de Castoldi. Els dos llargs flotadors metàl·lics estaven suportats per quatre amples muntants, revestits amb superfícies de refrigeració i també eren utilitzats com a dipòsit de combustible. Els semiplans estaven recoberts amb radiadors de superfície, del tipus de tubs plans, i altres panells de refrigeració es trobaven al revers dels flotadors. El radiador d'oli es trobava en els costats i el ventre de la secció posterior del fuselatge, darrere de la cabina oberta del pilot.
El primer dels cinc M.C.72 (matriculats del MM.177 al 181) va volar des de Desenzano al llac de Garda, el mes de juny de 1931. El sistema de carburació del motor va presentar alguns problemes, però tenint en compte el breu període de desenvolupament, el 2 d'agost ja s'havia efectuat un progrés notable; no obstant això, aquest infaust dia el capità Giovanni Monti va morir quan el seu aparell es va estavellar al llac després d'haver esclatat el motor en ple vol durant una avaluació; l'11 de setembre, dos dies abans de la celebració de la carrera, moria el tinent Stanislao Bellini en estavellar-se amb el segon M.C.72 en les proximitats del llac, per la qual cosa Itàlia es va quedar sense participar. Una recerca va demostrar que s'havia produït un violent incendi a la presa d'aire, que va prendre en el dipòsit de gravetat situat darrere del motor.
Es va suspendre el desenvolupament, però més tard les firmes Macchi i Fiat van aconseguir que l'expert britànic Francis Rodwell Banks estudiés els problemes de carburació. Banks va descobrir que a la bancada de proves el motor responia sense cap problema, però que en ser muntat a l'avió la mescla d'aire i combustible resultava excessivament pobre. Va informar als italians sobre la forma en què Rolls-Royce simulava l'admissió per pressió dinàmica en la presa d'aire durant les proves en bancada, la qual cosa permetia trobar la situació més adequada per als carburadors. Aquesta informació i l'experiència de Banks en mescles de carburants va fer possible l'obtenció dels següents rècords.

## Rècords de velocitat
El 10 d'abril de 1933, el suboficial Francesco Agello va establir una nova marca mundial de velocitat sobre un traçat de 3 km, aconseguint sostenir un règim de 682,078 km/h; posteriorment, a l'octubre de 1933, el M.C.72 es va adjudicar un nou rècord de velocitat, aquesta vegada sobre un recorregut de 100 km, i es va adjudicar la Copa Louis Blériot. Finalment, el record absolut de velocitat va ser superat un altre cop per Agello amb 709,209 km/h en un memorable vol el 23 d'octubre de 1934.

## Especificacions tècniques
Característiques generals
- Tripulació: 1
- Longitud: 8,32 m
- Envergadura: 9,48 m
- Alçada: 3,30 m
- Pes buit: 2.505 Kg
- Pes carregat: 2.907 Kg
- Pes màxim d'enlairament: 3.031 Kg
- Motors: 1×  Fiat AS.6 de 24 cilindres en V refrigerats per líquid (format per 2 motors A.S.5 acoblats) 1, 2.850 C.V.

 Rendiment 
- Velocitat màxima: 709,209 km/h